# Amambaí
Amambaí är en kommun i Brasilien.   Den ligger i delstaten Mato Grosso do Sul, i den södra delen av landet, 1 100 km sydväst om huvudstaden Brasília. Antalet invånare är 34 739.
Följande samhällen finns i Amambaí:
- Amambai

Trakten runt Amambaí består i huvudsak av gräsmarker. Runt Amambaí är det mycket glesbefolkat, med 7 invånare per kvadratkilometer.